# Майский (муниципальное образование Яснополянское)
Майский — поселок в Щёкинском районе Тульской области в составе Яснополянского сельского поселения.

## География
Находится в центральной части Тульской области на расстоянии приблизительно 3 км на юг по прямой от юго-западной окраины города Щёкино, административного центра района.

## История
Рядом с поселением находится археологический комплекс, состоящий из городища и нескольких селищ. Считается, что здесь находился город Ретань, известный по письменным источникам XV века.
В 1926 году здесь было отмечено 16 дворов, в конце 1930-х годов — 20.

## Население
Постоянное население составляло 103 человека (1926 год), 13 (русские 100 %) в 2002 году, 24 в 2010.